# Bakir Farchutdinov
Bakir Farrachovič Farchutdinov (in russo Бакир Фаррахович Фархутдинов?; Nižnie Čeršily, 15 maggio 1925 – Mosca, 14 agosto 2008) è stato un sollevatore sovietico campione mondiale ed europeo nel 1954, che ha gareggiato nella categoria dei pesi gallo.

## Biografia
Nato nel villaggio di Nizhnie Chershily, appartenente alla Repubblica del Tatarstan, tra il 1943 e il 1945 fece parte della Sovetskaja Armija, dapprima come inviato sul terzo fronte ucraino, poi sul territorio della Bielorussia.
Dal 1949 si dedicò al sollevamento pesi, militando nella Dinamo Mosca sotto la guida di Dmitrij Poljakov. Nella prima metà degli anni '50 fu uno dei principali sollevatori sovietici nella categoria dei pesi gallo, vincendo per due volte il titolo sovietico (1953 e 1954) e conquistando la medaglia d'oro ai campionati mondiali ed europei di Vienna nel 1954.
Nel 1966 si ritirò dall'attività agonistica. Successivamente lavorò come massaggiatore presso le squadre di calcio della Dinamo Moskva (1967-1983) e la Spartak Moskva (1984-2000), nonché presso la sezione sportiva scolastica giovanile dello Spartak (dal 2001).
Scomparve il 14 agosto 2008 a Mosca. Venne sepolto nel cimitero di Khovanskoye.